# رود اتنباخ
رود اتنباخ (به آلمانی: Ettenbach) یک رود در آلمان است که در بادن-وورتمبرگ واقع شده‌است.